# Club Puebla

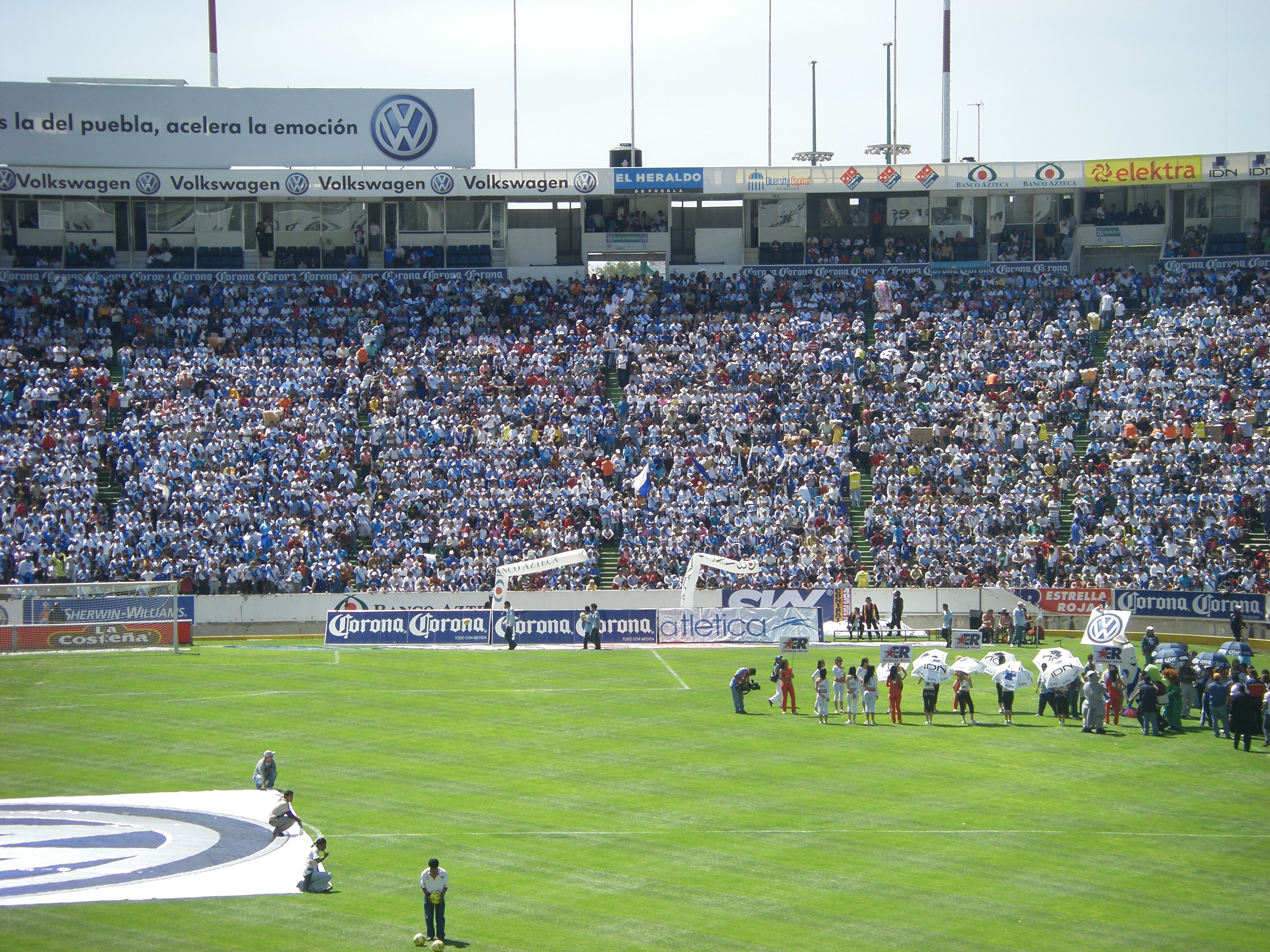
Fankurve des Puebla FC (2009)

Der Club Puebla ist ein Fußballclub aus der mexikanischen Millionenstadt Heroica Puebla de Zaragoza. Der Verein trägt seine Spiele im 2014 bis 2015 renovierten Estadio Cuauhtémoc mit 51.726 Plätzen aus.

## Geschichte
Der Verein wurde 1944 von Alfonso Sobero und Joaquin Diaz gegründet und 1944/45 für die neu eingeführte Fußball-Profiliga angemeldet. Dort bereits für die Spielzeit 1944/45 zugelassen, blieb der Puebla FC erstklassig bis zur Saison 1956/57. Nachdem es zu finanziellen Engpässen gekommen war, zog der Verein seine Mannschaft aus dem laufenden Spielbetrieb zurück, so dass die Liga in diesem Jahr mit nur 13 (statt 14) Teams beendet wurde. Puebla spielte fortan in der dritten Liga, bis 1964 der Aufstieg in die zweite Liga und 1970 schließlich die Rückkehr in die erste Liga gelang. Der Verein verblieb in der höchsten Spielklasse bis zum Sommer 2005, als die Mannschaft diesmal einen sportlichen Abstieg erlitt. Die nächsten beiden Spielzeiten verbrachte Puebla in der zweiten Liga und schaffte im Sommer 2007 die Rückkehr ins Fußballoberhaus, so dass man seit der Saison 2007/08 wieder Erstligaluft schnuppern darf.

## Historische Logos

(1982–1983)
(1983–1990)
(1999–2017)

## Titel
- Primera División: 1983 und 1990
- Pokalsieger: 1945, 1953, 1988, 1990, Clausura 2015
- Primera División 'A' (Mexiko): Apertura 2005, Apertura 2006
- CONCACAF Champions’ Cup: 1991

## Die Meistermannschaften
- Saison 1982/83: Moisés Camacho, Pedro Soto (Tor) – Teodoro Orozco, Nelson Sanhuesa, Arturo Álvarez, Luis Fernández, Héctor Rosete, Francisco Thompson (Abwehr) – Ángel Ramos, Antonio de la Torre, Raúl Arias, Carlos Sánchez, Gustavo Beltrán, Euzebio Martínez (Mittelfeld) – Ítalo Estupiñán, Muricy Ramalho, Paul René Moreno, Juan Alvarado, José Luis Ceballos, Silvio Fogel (Sturm).
- Saison 1989/90: Pablo Larios, Ricardo Martínez – Arturo Álvarez, Roberto Ruiz, Edgardo Fuentes, Gerardo González, Ángel Torres, Arturo Orozco, Alberto Morales, Julio César Algarín, Rodrigo Fernández – Javier Hernández, Marcelino Bernal, José Manuel de la Torre, Guillermo Cosío, José Francisco Romero, Mario Cacho – Carlos Poblete, Jorge Aravena, Edivaldo Martins da Fonseca, Julio César Romero, Sergio Almaguer, Fernando Dávalos, Arturo Cañas. Außerdem im Kader: Sigifredo Mercado[1]

## Trainer
- César Luis Menotti (2006)

## Spieler
| Mexiko - Ricardo Álvarez (Changa) - Alberto García Aspe - Alfredo Tena - Ignacio Ambríz - Manuel Lapuente - Narciso Cuevas - Jorge Campos - Roberto Ruiz Esparza - Marcelino Bernal - Pablo Larios - Luis Miguel Noriega - Duilio Davino Argentinien - Silvio Fogel - Damián Zamogilny Brasilien - Edivaldo - Muricy Ramalho | Chile - Luis Ignacio Quinteros - Jorge Aravena - Carlos Poblete Kolumbien - Eulalio Arriaga Costa Rica - Jafet Soto Ecuador - Iván Kaviedes Deutschland - Uwe Wolf Guatemala - Carlos Ruiz Peru - Jose Soto - Roberto Palacios - Félix Salinas - Walter Vilchez | Spanien - Pirri - Juan Manuel Asensi - Carlos Muñoz Cobo - Miguel Pardeza Honduras - Ramón Nuñez Uruguay - Robert Dante Siboldi - Álvaro Fernández - Álvaro González - Nicolás Olivera - Horacio Peralta - Gerardo Rabajda Venezuela - Juan Arango USA - DaMarcus Beasley |